# 青色的鎮魂曲 (坪倉唯子單曲)
《青色的鎮魂曲》（日语：青のレクイエム）是日本女歌手坪倉唯子的第6張單曲。2002年8月7日由King Records發行。

## 解說
《青色的鎮魂曲》是坪倉唯子自從上一張單曲《冬天的星座》以來，睽違8年4個月發行的最新單曲，也是她移籍King Records之後的首張單曲。2002年7月至12月在東京電視台播出的電視動畫《SAMURAI DEEPER KYO》與B面歌曲「LOVE DEEPER」分別當作片頭主題曲和片尾主題曲使用。

## 收錄歌曲
所有歌曲由小竹正人作詞，PIPELINE PROJECT作曲、編曲。
1. 青色的鎮魂曲（青のレクイエム）
2. LOVE DEEPER
3. 青色的鎮魂曲（inst.）
4. LOVE DEEPER（inst.）

## 翻唱
青色的鎮魂曲
| 歌手       | 收錄                  | 發行日期      | 備註     |
| ---------- | --------------------- | ------------- | -------- |
| 緒方惠美   | Animegu.              | 2007年10月3日 | 翻唱專輯 |
| 喜多村英梨 | 百歌聲爛 女性聲優篇II | 2008年1月23日 | 翻唱合輯 |

## 相關項目
- Being (公司)
- SAMURAI DEEPER KYO